# Donald et la Sentinelle
Pour plus de détails, voir Fiche technique et Distribution.
 Donald et la Sentinelle (Bee on Guard) est un dessin animé de la série des Donald Duck produit par Walt Disney pour RKO Pictures, sorti le 14 décembre 1951.

## Synopsis
Sortant de la souche d'arbre qui lui sert de ruche, des abeilles s'en vont à la recherche de fleurs pour en extraire le nectar. Ayant choisi celle de Donald celui-ci décide de les suivre pour s'approprier leur miel. Arrivé devant leur ruche, qui rappelle un peu un château-fort il va se déguiser en abeille afin de leurrer l'abeille qui est de garde.

## Fiche technique
- Titre original : Bee on Guard
- Série : Donald Duck
- Réalisateur : Jack Hannah
- Scénariste : Nick George et Bill Berg
- Animateurs : Bill Justice, George Kreisl, Volus Jones, Bob Carlson
- Effets visuels : Blaine Gibson
- Layout : Yale Gracey
- Background : Thelma Witmer
- Musique : Oliver Wallace
- Voix : Clarence Nash (Donald)
- Producteur : Walt Disney
- Société de production : Walt Disney Productions
- Distributeur : RKO Pictures
- Date de sortie : 14 décembre 1951
- Format d'image : couleur (Technicolor)
- Son : Mono (RCA Photophone)
- Durée : 6 min
- Langue : (en)
- Pays :  États-Unis

## Voix françaises
- Sylvain Caruso : Donald Duck
- Philippe Videcoq : Buzz-Buzz l'abeille

## Commentaires
Ce film a aussi été nommé Donald apiculteur, Donald et les abeilles et Donald s'en prend aux abeilles lors de sa diffusion à la télévision dans le Disney Club.
L'histoire de ce court-métrage rappelle celle Le Miel de Donald (1949).

## Titre en différentes langues
D'après IMDb :
- Finlande : Mehiläinen pistää
- Suède : Kalle Anka och bina, Kalle Anka och bisvärmen, et Kalle Anka som honungstjuv